# 越前高田駅
越前高田駅（えちぜんたかだえき）は、福井県福井市高田町にある、西日本旅客鉄道（JR西日本）越美北線（九頭竜線）の駅である。

## 歴史
勝原までの開通後に新設された駅である。

### 年表
- 1964年（昭和39年）5月20日：国鉄越美北線一乗谷駅 - 市波駅間に新設[2]。無人駅[3]。
- 1987年（昭和62年）4月1日：国鉄分割民営化に伴い、JR西日本の駅となる[1]。
- 2004年（平成16年）7月18日：豪雨に伴い、越美北線全線運休。
- 2007年（平成19年）6月30日：最後まで不通だった、一乗谷駅 - 当駅 - 美山駅間で3年振りに列車運行再開。この間、代行バス乗り場は高田大橋対岸の袂付近に置かれていた。

## 駅構造
九頭竜湖方面に向かって右側に単式ホーム1面1線を有する地上駅（停留所）。
金沢支社管理の無人駅。ホーム上に待合所がある。九頭竜湖寄りにある出入口から直接ホームへ入る形となっており、自動券売機は設置されていない。

## 利用状況
| 年度               | 1日平均乗車人員 |
| ------------------ | --------------- |
| 1964年（昭和39年） | 33              |
| 1965年（昭和40年） | 37              |
| 1966年（昭和41年） |                 |
| 1967年（昭和42年） | 53              |
| 1968年（昭和43年） | 53              |
| 1969年（昭和44年） | 187             |
| 1970年（昭和45年） | 51              |
| 1971年（昭和46年） | 57              |
| 1972年（昭和47年） | 62              |
| 1973年（昭和48年） | 60              |
| 1974年（昭和49年） | 115             |
| 1975年（昭和50年） | 73              |
| 1976年（昭和51年） | 75              |
| 1977年（昭和52年） | 82              |
| 1978年（昭和53年） | 78              |
| 1979年（昭和54年） | 69              |
| 1980年（昭和55年） | 64              |
| 1981年（昭和56年） | 56              |
| 1982年（昭和57年） | 57              |
| 1983年（昭和58年） | 53              |
| 1984年（昭和59年） | 54              |
| 1985年（昭和60年） | 47              |
| 1986年（昭和61年） | 37              |
| 1987年（昭和62年） | 30              |
| 1988年（昭和63年） | 22              |
| 1989年（平成元年） | 24              |
| 1990年（平成2年）  | 19              |
|                    |                 |
| 1999年（平成11年） | 11              |
| 2000年（平成12年） | 8               |
| 2001年（平成13年） | 10              |
| 2002年（平成14年） | 7               |
| 2003年（平成15年） | 8               |
| 2004年（平成16年） | 13              |
| 2005年（平成17年） | 11              |
| 2006年（平成18年） | 8               |
| 2007年（平成19年） | 9               |
| 2008年（平成20年） |                 |
| 2009年（平成21年） |                 |
| 2010年（平成22年） |                 |
| 2011年（平成23年） | 14              |
| 2012年（平成24年） | 14              |
| 2013年（平成25年） | 12              |
| 2014年（平成26年） | 8               |
| 2015年（平成27年） | 7               |
| 2016年（平成28年） | 4               |
| 2017年（平成29年） | 4               |
| 2018年（平成30年） | 5               |
| 2019年（令和元年） | 8               |
| 2020年（令和2年）  | 5               |

## 駅周辺
- 鳴滝[4]
- 国道364号
  - 高田大橋（国道158号交点）

## その他
駅改修工事以前の大阪駅11番線（特急ホーム）には永平寺観光写真パネルがあり、当駅の名が併記されていたが、同寺へはJR駅からの直線距離として最寄なだけで、同寺へのバスも連絡していない当駅を利用して向かう人はまずいない。同寺への観光メインルートは福井駅からえちぜん鉄道とバス、若しくは自動車での直行である（隣の駅一乗谷駅近くからは永平寺行特急バスがある）。

## 隣の駅
西日本旅客鉄道（JR西日本）
■九頭竜線（越美北線）
一乗谷駅 - 越前高田駅 - 市波駅